# Asterales
Asterales (сложеноцветнице) је ред дикотиледоних биљака који обухвата неколико породица од којих су најзначајније породице ]] (или Compositae) и ]]. Ред је космополитски и садржи преко 26.300 врста, груписаних у око 1.720 родова. Највећи број врста су зељасте биљке, али има и дрвенастих (попут неких представника родова ]] и ]]).
Заједничке особине за припаднике реда су присуство олигосахарида инулина и јединствена морфологија прашника. Прашници претежно окружују тучак, често су срасли у цевчицу, што је највероватније адаптација на специфичан начин опрашивања.

## Класификација
Према APG II класификацији, у овај ред су укључене следеће породице:
- – главочике
- (укљ. ) – звончићи
- (укљ. )
- (укљ. )

### Родови
1. -{[[Cremnothamnus Puttock}-